# Amyris balsamifera
Amyris balsamifera es una especie de planta fanerógama perteneciente a la familia Rutaceae, originaria de Cuba. 

## Descripción
Son arbustos aromáticos, que alcanzan un tamaño de 2-4 m de altura, o un pequeño árbol; con las ramas de la inflorescencia y cáliz hispídulos; hojas opuestas, de 3-5 folíolos, éstos peciolulados, lanceolados a aovados o rómbico-aovados, de 3-13 cm, agudos a largamente acuminados en el ápice, brillantes en el haz; pétalos obovados a aovados, de 3-3,5 mm; ovario ovoide u oblongo-elipsoidal, hispídulo; estigma sentado o estipitado; el fruto es una drupa oblongo-ovoidea, a veces elipsoidal, a menudo estrechada en la base en forma de cuello, de 6-14 mm, negra.

## Propiedades
Los troncos de las especies de Amyris exudan elemí, un tipo de bálsamo ( oleorresina ) que contiene sesquiterpenos y triterpenos tales como α- y β-amirina entre otros componentes. Se utiliza medicinalmente y en lacas. La madera se utiliza a menudo para antorchas y leña. Su alto contenido en resina hace que se queme incluso cuando está verde. Además, la madera es dura, pesada, de cerca de grano que puede tomar un alto pulimento, y seca la madera repele a las termitas . Los aceites esenciales que contienen cariofileno, cadineno y cadinol son extraídos de A. balsamifera y A. elemifera. Estos se utilizan en barnices , perfumes , medicinas, cosméticos , jabones , e incienso.

## Taxonomía
Amyris balsamifera fue descrita por Carlos Linneo y publicado en Systema Naturae, Editio Decima 2: 1000. 1759.
Sinonimia
- Amyris funckiana Turcz.
- Elemifera balsamifera (L.) Kuntze[4][5]

## Nombre común
Palo de rosa de la Jamaica. En Cuba: cuaba, cuaba blanca, cuaba de monte, palo de roble. En América central: guaconejo.